# Yinzhou
Yinzhou (en chino, 鄞州; pinyin, Yínzhōu) es un distrito urbano bajo la administración directa de la subprovincia de Ningbo. Se ubica en la provincia de Zhejiang, este de la República Popular China. Su área es de 801 km² y su población total en el año 2010 superó 1,3 millones de habitantes.

## Administración
El distrito de Yinzhou se divide en 25 pueblos que se administran en 15 subdistritos y 10 poblados.